# Movie Melodies
Movie Melodies é o oitavo álbum de estúdio da cantora brasileira Jane Duboc, lançado pelo selo Movieplay em 1992. Neste álbum, como o próprio nome sugere, Jane Duboc faz interpretações de grandes clássicos do cinema.
Com o grande respaldo de sua formação nos Estados Unidos, Jane Duboc assinou contrato com José Maurício Machline para fazer o espetáculo "Movie Melodies", todo cantado em inglês e abordando temas de trilhas sonoras de filmes que marcaram época. O show teve tamanha receptividade que a gravadora "Movieplay" transformou-o em um CD.
Foi com este álbum que Jane foi contemplada com o Prêmio Sharp, na categoria de Melhor Cantora - Canção Popular.

## Faixas
| N.º            | Título | Compositor(es) | Duração |  |
| 1.             | "Somewhere in Time" "Moon River" | John Barry Henry Mancini, Johnny Mercer | 4:22    |  |
| 2.             | "Cry Me a River" | Arthur Hamilton | 4:27    |  |
| 3.             | "Mr. Bojangles" | Jeff Walker | 2:45    |  |
| 4.             | "I Can Cook Too" | Adalph Green, Leonardo Bernstein, Betty Condon | 2:20    |  |
| 5.             | "The Way We Were" | A.Bergman, M. Hamli | 2:52    |  |
| 6.             | "Papa, Can You Hear Me" | M. Legrand, A Bergman, M.Bergman | 3:19    |  |
| 7.             | "As Time Goes By" | Herman Hupfeld | 2:39    |  |
| 8.             | "True Love" | Cole Porter | 1:52    |  |
| 9.             | "Send in the Clowns" | Stephen Sondheim | 3:25    |  |
| 10.            | "Children's Medley - Pot-pourri": • "When You Wish upon a Star" • "Zip-A-Dee-Doo-Dah" • "Hi-Lili, Hi-Lo" • "Someday My Prince Will Come" • "Edelweyss" • "(Somewhere) Over the Rainbow" • "Glory of Love" • "Somewhere out there" | Leigh Harline, Ned Washington Allie Wurbel, Ray Gilbert Bob Kaper-H.Deusch F. Churchill-L.Morey Richard Rodgers-O. Hammerstein II Harold Arlen, E.Y.Harburg Peter Cetera, David Faster, Diane Nini James Horner, Cynthia Weil, Barry Mann | 4:33    |  |
| 11.            | "Golden Slumbers" What a Wonderful World" | Lennon, McCartney George Weiss, Bob Thicle | 3:01    |  |
| 12.            | "Someone to Watch Over Me" | Ira Gershwin, George Gershwin | 3:28    |  |
| 13.            | "They Can't Take That Away From Me" | Ira Gershwin, George Gershwin | 3:12    |  |
| 14.            | "Calling You" | Bob Telson | 4:53    |  |
| 15.            | "Miss Celies' Blues" | R. Temperton, Quincy Jones, Lionel Richie | 1:46    |  |
| 16.            | "Bewitched" | Harl, Rodgers | 3:06    |  |
| 17.            | "Medley": • "Maybe This Time" • "Put The Blame On Mame" • "Cheek to Cheek" • "Singin' in the Rain" • "Smile" | John Kander Allan Roberts, Doris Fischer Irving Berlin Arthur Freed, Nacio Herb Brown Charlie Chaplin, Joe Turner | 3:11    |  |
| 18.            | "Home" | Quincy Jones | 3:41    |  |
| Duração total: | Duração total: | Duração total: | 58:52   |  |

## Prêmios e Indicações
| Ano  | Prêmio       | Categoria                       | Trabalho               | Resultado | Ref.  |
| ---- | ------------ | ------------------------------- | ---------------------- | --------- | ----- |
| 1992 | Prêmio Sharp | Melhor Cantora - Canção Popular | álbum "Movie Melodies" | Venceu    | [ 3 ] |